# Pantagato di Vienne
Pantágato di Vienne (... – 540) fu un arcivescovo; è venerato come santo dalla Chiesa cattolica.

## Biografia
Pantagato nacque in una famiglia nobile. Ben educato, fu diplomatico e cortigiano del re Clodoveo I. Lasciò la corte per studiare per il sacerdozio. Fu sacerdote e poi intorno al 536 venne nominato vescovo della arcidiocesi di Vienne. Pantagato partecipò al concilio di Orléans del 538.

## Culto
Il Martirologio Romano lo ricorda il giorno 17 aprile:
(Martirologio Romano)